# Яннулис, Димитрис
Димитрис Яннулис (греч. Δημήτρης Γιαννούλης; 17 октября 1995, Катерини, Греция) — греческий футболист, защитник немецкого клуба «Аугсбург» и сборной Греции.

## Клубная карьера
Яннулис — воспитанник клуба «Ватаниакос». В 2012 году он дебютировал за основной состав. В 2014 году Димитрис подписал контракт с ПАОК. Для получения игровой практики Яннулис был арендован клубом «Пиерикос». 12 октября в матче против «Ираклиса» он дебютировал за новую команду. 
Летом 2014 года Димитрис был арендован «Верией». 22 сентября в матче против «Панетоликоса» он дебютировал в греческой Суперлиге.
В начале 2017 года Яннулис перешёл в кипрский «Анортосис» на правах аренды. 5 февраля в матче против «Анагенниси» он дебютировал в чемпионате Кипра. Летом того же года Димитрис был арендован столичным клубом «Атромитос». 21 августа в матче против «Аполлон Смирнис» он дебютировал за новую команду. В начале 2019 года Яннулис вернулся в ПАОК. 30 января в матче против ПАС Янина он дебютировал за основной состав. 29 августа в поединке квалификации Лиги Европы против братиславского «Слована» Димитрис забил свой первый гол за ПАОК. В том же году он стал чемпионом и обладателем Кубка Греции. 

## Международная карьера
15 мая 2018 года в матче товарищеском матче против сборной Саудовской Аравии Яннулис дебютировал за сборную Греции.

## Достижения

### ПАОК
- Чемпион Греции: 2018/19
- Обладатель Кубка Греции:  2018/19

### «Норвич Сити»
- Победитель Чемпионшипа: 2020/21